# 植村益蔵

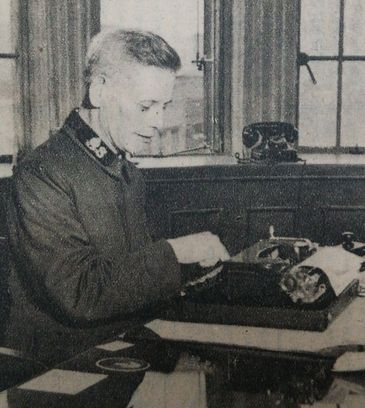
1947年

植村 益蔵（うえむら ますぞう、1885年12月12日 - 1969年1月14日）は救世軍士官で、戦後救世軍再建の中心的な役割を果たした人物。
1885年（明治18年）に奈良県に生まれる。1906年（明治39年）に救世軍士官候補生になり、日本の救世軍士官学校とロンドン救世軍万国士官学校で訓練を受けた。
帰国後、関西と東京の小隊長を経て、南満中隊長と育児・婦人ホームの監理になった。その後、京北連隊長に就任する。その後、1916年（大正5年）には司令官の秘書および東京中隊長就任する。
1925年にロンドン救世軍参謀士官学校で学ぶ。帰国後は、士官学校校長、社会部長、戦場部長、書記長官を歴任する。
1938年に日本救世軍司令官に就任する。1939年に救世軍最高会議に出席するためにイギリスに渡る。1940年に救世軍幹部士官らが東京憲兵隊本部で取調べを受けた。植村も退任を余儀なくされ、郷里にこもった。その後、日本救世団に組織は改編され、士官学校校長の渡辺林太郎が団長になり。戦時中の指導者になる。
1946年に終戦後に救世軍が再建されると、司令官に再任する。1948年には中将になる。1956年に引退し、1964年まで救世軍の顧問を務める。1969年に死去する。墓所は多磨霊園。